# Ваганово (Новосибирская область)
Вага́ново — деревня в Куйбышевском районе Новосибирской области. Входит в состав Сергинского сельсовета.

## География
Площадь деревни — 30 гектаров.

## История
Основана в 1821 году. В 1926 году деревня Ваганова состояла из 87 хозяйств, основное население — русские. В административном отношении являлась центром Вагановского сельсовета Верх-Ичинского района Барабинского округа Сибирского края.

## Население
| 1926 | 2002 | 2007 | 2010 |
| ---- | ---- | ---- | ---- |
| 452  | ↘25  | ↘19  | ↘7   |

## Инфраструктура
В деревне по данным на 2007 год отсутствует социальная инфраструктура.